# Jan Ježovica
Jan Ježovica (* 22. července 1971 Mladá Boleslav) je český politik a manažer, v roce 2014 zvolen místopředsedou Věcí veřejných.

## Život
Pracuje v oblasti energetiky.
Jan Ježovica je ženatý a má tři děti.

## Politické působení
Byl členem Věcí veřejných. Ve straně také působil jako místopředseda klubu Věcí veřejných v Mladé Boleslavi a člen středočeské krajské rady Věcí veřejných. Na sjezdu Věcí veřejných v lednu 2014 v Hradci Králové byl zvolen místopředsedou strany. Tuto pozici zastával do poloviny července 2014, kdy se rozhodl ze strany vystoupit.

### Odchod z Věcí veřejných
V polovině července 2014 vystoupil z Věcí veřejných. K odchodu ze strany ho mimo jiné přiměla i spolupráce VV s hnutím Úsvit přímé demokracie, jemuž předsedal Tomio Okamura. V komunálních volbách v roce 2014 kandidoval jako nestraník na kandidátce subjektu Nezávislí Pro Mladou Boleslav (tj. NPMB jako nezávislý kandidát) do Zastupitelstva Mladá Boleslav ale neuspěl.
V komunálních volbách v roce 2014 vedl do Zastupitelstva města Mladé Boleslavi kandidátní listinu subjektu Nezávislí Pro Mladou Boleslav jako nezávislý kandidát.